# Horst-Peter Kretschmer
Horst-Peter „Wacki“ Kretschmer (* 19. Oktober 1955 in Bad Tölz; † 24. April 2015 ebenda) war ein deutscher Eishockeyspieler, der in seiner aktiven Zeit von 1972 bis 1992 für den EC Bad Tölz, die Düsseldorfer EG und DJK SB Rosenheim in der Bundesliga spielte.

## Karriere
Kretschmer stammt aus dem Nachwuchs des SC Reichersbeuern, mit dem er Deutscher Jugendmeister 1970 wurde. Vom SCR wechselte er zum EC Bad Tölz und spielte dort ab der Saison 1972/73 zwei Jahre in der Bundesliga. Zur Saison 1974/75 holte die finanzstarke Düsseldorfer EG den Verteidiger in ihr Team. Dort gewann er gleich im ersten Jahr den deutschen Meistertitel und entwickelte sich zu einem der solidesten deutschen Verteidiger. Er schaffte auch den Sprung in die deutsche Eishockeynationalmannschaft und spielte bei der Weltmeisterschaft 1976 sein erstes internationales Turnier. Über viele Jahre war er fester Bestandteil der deutschen Auswahl. Nach seiner ersten Teilnahme an Olympischen Winterspielen 1980 in Lake Placid wollte er zum EHC 70 München wechseln, doch dies zerschlug sich.
Ein Jahr später kehrte er dann tatsächlich nach Bayern zurück. Mit dem SB Rosenheim holte er in den folgenden Jahren dreimal den deutschen Meistertitel. 1988 in Calgary stand er zum zweiten Mal in einem deutschen Aufgebot bei Olympischen Winterspielen.
1992 beendete er seine aktive Karriere. Der 146-fache Nationalspieler ist Mitglied der Hockey Hall of Fame Deutschland.
Wacki Kretschmer starb am 24. April 2015 in seiner Heimatstadt Bad Tölz an einem Herzinfarkt.